# Dobrzany (gmina)
Dobrzany est une gmina mixte du powiat de Stargard, Poméranie occidentale, dans le nord-ouest de la Pologne. Son siège est la ville de Dobrzany, qui se situe environ 27 km à l'est de Stargard Szczeciński et 57 km à l'est de la capitale régionale Szczecin.
La gmina couvre une superficie de 135,12 km2 pour une population de 4 993 habitants en 2016.

## Géographie
Outre la ville de Dobrzany, la gmina inclut les villages de Biała, Błotno, Bytowo, Dolice, Grabnica, Kępno, Kielno, Kozy, Krzemień, Lutkowo, Mosina, Odargowo, Ognica, Okole, Sierakowo et Szadzko.
La gmina borde les gminy de Chociwel, Drawsko Pomorskie, Ińsko, Kalisz Pomorski, Marianowo, Recz et Suchań.

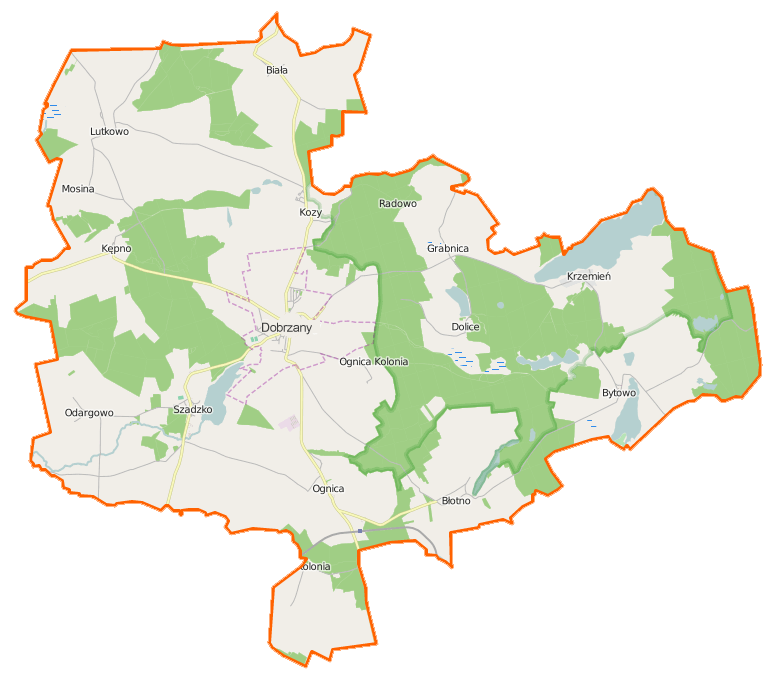
Carte de la gmina de Dobrzany.